# エリアス・マムーディ
エリアス・マムーディ（ Elias Mahmoudi、1998年1月4日 - ）は、フランスの男性キックボクサー。クレテイユ出身。MAHMOUDI GYM所属。

## 来歴
2015年5月23日、Radikal Fight Night 3でルイ・ボテーリョと対戦し判定勝ち。
2015年7月1日、Emperor Chok Dee - Young Battleでタリック・トッツと対戦し判定勝ち。
2015年12月11日、Best Of Siam 7でライアン・シェーハンと対戦し判定勝ち。
2016年11月3日、K-1 WORLD GP 2016 JAPAN ～初代フェザー級王座決定トーナメント～に参戦。1回戦では戸邊隆馬と対戦し、2Rにダウンを奪って判定勝ち。準決勝では小澤海斗に判定負け。
2017年4月2日、Krush.7で西京春馬と対戦し僅差の判定負け。
2018年1月27日、Thai Boxe Mania 2018に参戦。WPMF World -61kgタイトルマッチでLuca Romaと対戦し、KO勝ちでタイトルを獲得した。
2018年2月27日、Best Of Siam XII Lumpinee Stadiumでルンカーオ・ウォーサンプラパイと対戦し判定負け。
2018年6月17日、K-1 WORLD GP 2018 JAPAN ～第2代フェザー級王座決定トーナメント～に参戦。1回戦で村越優汰と対戦し、延長までもつれこんで1-2の判定負け。
2019年1月25日、ONE Championshipで小笠原裕典と対戦し判定勝ち。
2019年2月23日、Ring Warに参戦。WBCムエタイ・インターナショナル・スーパーフェザー級タイトルマッチでRustam Vyntuと対戦しKO勝ち。タイトルを獲得した。
2019年5月10日、ONE Championshipに参戦。ONEキックボクシング・フライ級タイトルマッチでペッダム・ペッティンディーアカデミーと対戦した。試合はマムーディが急所攻撃を受け試合続行不可能となり、5R途中までのテクニカル判定で負けとなった。
2019年12月9日、ONE Championshipに参戦。ラジャダムナン・スタジアムで3度タイトルを獲得したことのあるルーシラー・チュムペートゥアと対戦し判定勝ち。
2024年8月3日、ONE Championshipにて内藤大樹にバックハンドブローでTKO勝ち。

## 獲得タイトル
- K-1 WORLD GP初代フェザー級王座決定トーナメント第三位
- 2013 IFMA -51kg ジュニア世界王者
- 2013 ICO -51kg ジュニア世界王者
- 2013 Golden belt -53.5kg ヨーロッパ王者
- 2018 WPMF World −61kg王者
- 2019 WBCムエタイ・インターナショナル・スーパーフェザー級王者